# Château de Blosset
Le château de Blosset, édifié sur la commune de Vignoux-sur-Barangeon dans le Cher par un ambassadeur de Louis XV, est l'un des rares châteaux du XVIIIe siècle que compte la Sologne. Cette demeure privée et habitée, inscrite à l'Inventaire supplémentaire des Monuments Historiques, est régulièrement ouverte ainsi que son parc au public notamment à l'occasion des Journées du Patrimoine et sur rendez-vous.

## Historique
L'actuel château de Blosset est élevé sur l'emplacement du siège de l'ancienne seigneurie de Bourdeille mentionné pour la première fois en 1398. Dès cette époque, il semble que le site ait été occupé par une maison forte qui stratégiquement contrôlait le franchissement du Barangeon par la route royale de Bourges à Paris via Orléans tout en étant, au pied du plateau de Sologne et dans la vallée marécageuse de la rivière, judicieusement positionnée à la frontière des importants fiefs qu'étaient alors Vierzon et Mehun-sur-Yèvre.
Au milieu du XVIe siècle, la seigneurie est détenue par la famille Fumé, dont l'un des membres avait été premier médecin de Charles VII, et qui s'était ralliée au parti protestant lors des troubles religieux qui agitèrent le Berry durant les années 1560-1590. Le château, situé sur la "ligne de front" entre réformés et catholiques fut ainsi investi en septembre 1589 par les troupes de la Ligue mais devait finalement échapper, à l'inverse du proche manoir de Villemenard, à la destruction.
Dès 1631, la seigneurie est entrée dans le patrimoine de la famille Fradet de Saint-Aout appartenant au proche entourage des princes de Condé. En remerciement de son dévouement à leur cause, l'un d'entre eux, Jean Fradet, lieutenant de la grosse Tour de Bourges se verra élevé au rang de Baron de Bourdeille. Son fils Louis-Armand accèdera pour sa part à la prestigieuse charge de Lieutenant Général du Berry avant de succomber en 1675 durant les guerres de Hollande.
La marquise de Sévigné écrira dans le savoureux style épistolaire qui a fait la célébrité de sa correspondance à propos de cette disparition « Monsieur de Saint-Aout allant reconnaître le mouvement des ennemis avec trente maîtres en rencontre deux cents, ils les prirent pour les nôtres et s'avança trop. Ses gens l'abandonnèrent. On lui demanda s'il voulait quartier, il dit que non, cela est bien imprudent. Ils l'ont tué et rendus sa sœur et son vilain mari les gens les plus riches de France ». Un courrier ultérieur achèvera cette singulière épitaphe par ces mots : « Il fut tué follement car il ne voulut pas jamais quartier quoiqu'il fût seul contre deux cents. C'est une belle chance. Tout le monde se moque de lui quoique Voiture nous ait appris que c'est très mal de se moquer des trépassés ».
En 1739, Bourdeille passe à Claude-Gabrielle de Champagneux, une femme de tête qui, mal mariée à un Trésorier Receveur Général dont l'impéritie était notoire, mit en valeur la baronnie afin d'assurer l'avenir de sa fille. C'est à elle et à son gendre Blosset que nous devons ce qu'est le château aujourd'hui.
Jusqu'alors, il s'agissait d'un grand manoir en U, marqué par son origine féodale, entouré de douves en eau, cantonné de quatre tours rondes et assailli d'un ensemble de bâtiments rustiques et disparates formant, au Sud et à l'Est, la basse cour.
Une première campagne de modification a sans doute été initiée par Madame de Champagneux dans les années 1750-1760 mais c'est à l'actif de Paul de Blosset, successivement ministre plénipotentiaire de Louis XV à Londres (ou il succèdera au Chevalier d'Eon) puis ambassadeur au Danemark et au Portugal, qu'il faut mettre l'essentiel de la modernisation radicale que connut alors le château.
C'est en effet ce dernier qui, sur les plans de l'architecte danois Christian Joseph Zuber (1736-1802), entreprit vers 1771 une complète mise au goût du jour de la vieille demeure par la création, après comblement des douves, d'un ensemble de façades et de pavillons avancés typiques du XVIIIe siècle. Les abords eux-mêmes furent profondément remaniés puisque non seulement tous les communs de la basse cour devaient être rasés et reconstruits symétriquement pour monumentaliser l'entrée de l'avenue d'accès mais qu'encore le cours du Barangeon fut canalisé afin de créer en terrasse de vastes jardins à la Française.
Cette œuvre, presque sans équivalent en Sologne, fut couronnée lorsque la baronnie de Bourdeille qui était maintenant constituée de près de 5 000 hectares fut érigée en marquisat de Blosset par Louis XV.
Ces travaux grandioses terminés, Paul de Blosset délaisse alors le vieux château-fort de Certaines (commune de Cervon en Nivernais) où résidait principalement son père, et cède ses fiefs nivernais à son cousin Pierre-Constant, Marquis de Certaines de Villemolin. 
Si le domaine n'eut guère à souffrir de la révolution et qu'au début du XIXe siècle le préfet Barral pouvait encore écrire que le Blosset était « la plus belle propriété du département du Cher », les décennies qui suivirent virent un réel déclin du site. Après une reprise en main opérée à la Restauration par le petit neveu de Paul de Blosset, le Comte Philibert d'Estut d'Assay, l'ancien Marquisat fut démembré et le château vendu séparément en 1843 à la Comtesse de Villemotte à laquelle on doit ainsi qu'à son époux, outre la création de nombreuses œuvres d'enseignement et de bienfaisance, la plupart des infrastructures actuelles du village (église, mairie, etc.).
Transformé en hôpital militaire pendant la guerre de 1870, le Blosset accueillit ensuite dans les années 1900 une usine pharmaceutique avant d'être amputé dans le courant du siècle dernier de la plus grande partie de son parc et de son aile des communs ainsi que de sa chapelle. Ce triste destin aurait pu s'achever définitivement avec l'incendie accidentel qui en 1997 a ravagé la quasi-totalité du bâti. Cependant, depuis maintenant plus de dix ans, ses propriétaires ont entrepris une restauration de grande ampleur tendant à la restitution du château et de son parc tels qu'ils étaient au XVIIIe siècle.
Il a été inscrit à l'Inventaire Supplémentaire des monuments historiques le 19 décembre 1995, et tout spécialement la  place de la basse-cour, la chaussée la reliant à l'entrée au château, les deux ponts, l'enclos du château et les façades et toitures restantes du château.